# 莱奥·儒尼奥尔
莱奥维吉尔多·林斯·达伽马·儒尼奥尔（葡萄牙語：Leovegildo Lins da Gama Júnior，1954年6月29日—），常被称作“莱奥·儒尼奥尔”（Léo Júnior）或“儒尼奥尔”（Júnior，即“小”），是一位前巴西足球运动员，在场上担任后卫或者中场。他当前在巴西环球电视网工作。